# MIM-104 Patriot
MIM-104 Patriot je američki protuzračni raketni sistem srednjeg dometa kojeg je razvila kompanija Raytheon u suradnji s kompanijama Locheed, Hughes i RCA. U razdoblju nakon 2006. godine značajan doprinos daljnjem razvoju daje izraelska kompanija Rafael Advanced Defense Systems, koja je u suradnji s Raytheonom razvila srodni protuzračni sustav "Davidova praćka" dometa (ovisno o tipu korištenih raketa) 40 - 300 km (engl.: "David's Sling"), te stavlja u ponudu rakete kratkog do srednjeg dometa "SkyCeptor" za korištenje u baterijama MIM-104 Patriot, uz cijenu po raketi koja bi bila višestruko manja od izrazito skupih raketa većeg dometa proizvedenih za "Patriot" u SAD-u.
U uporabi kod oružanih snaga SAD je od 1981. godine, uz regularne modernizacije u narednim desetljećima.

## Razvoj
Razvoj sustava MIM-104 Patriot počeo je 1965. godine. Prvo probno lansiranje izvedeno je 1970. godine. Od 1981. godine je uveden u korištenje, u protuzračnim sustavima Kopnene vojske SAD-a (US Army).

## Opis sustava
Sustav se sastoji od 6 komponenti: raketa, lansera, radara, kontrolne postoje, električnih generatora i antena visoke frekvencije. Današnje varijante tih komponenti se vrlo razlikuju od izvornih elemenata iz 1980.-ih godina.
Sustav koristi AN/MPQ-53 radar koji istovremeno otkriva ciljeve u zračnom prostoru, te označava ciljeve; radar može biti 10 i više kilometara udaljen od lansera. Antena tog radarskog sustava se kod korištenja ne okreće, a omogućava 160 radnih frekvencija, čime se umanjuje opasnost od elektroničkog ometanja. Rakete - koje imaju masu od oko 900 kg kod PAC-2 varijante i 312 kg kod PAC-3 varijante - koriste čvrsto raketno gorivo i imaju četiri pokretna stabilizatora na repnom dijelu, a smještene su u hermetički zatvorene aluminijske kontejnere mase 600 kg; svaki kontejner sadrži po 1 raketu, izuzev kod varijante PAC-3 CRI gdje u svaki kontejner stanu 4 rakete (te ih onda na svakom lanseru može biti do 16). Na lanseru kod većine konfiguracija smještene po 4 rakete; kod ispaljivanja rakete kod probijaju plastični poklopac koji zatvara prednju stranu kontejnera. Posada se ne nalazi neposredno uz radar i lansere, nego na zapovjednom mjestu koje može biti na bolje prikrivenoj lokaciji, udaljenoj 10 i više km od radara i raketa.

## Verzije
Osnovna verzija sustava MIM-104A, s dometom od 70 km (barem deklariranim: uglavnom proivođači navedu nešto kraći domet od realnog) uvedena je u operativnu upotrebu pod oznakom "Standard". Raketa je bila sposobna gađati avione, a već kod prve modernizacije te rakete 1980.-ih godina osposobljena je ona i za gađanje raketa.
Od 1988. god. u uporabu je uvedena Patriot Advanced Capability-1 (PAC-1) raketa, 1990.-ih godina je u uporabu uvedena PAC-2 raketa s unaprijeđenim sposobnostima obaranja raketa, a od 2003. god. je u upotrebi dodatno unaprijeđena PAC-3 raketa. PAC-3 MSE ima dodatni "booster" (inicijalni potisnik) koji povećava domet rakete do približno 160 km i na visinama sve do 24 km, a PAC-3 Cost Reduction Initiative (CRI) raketa je manjih dimenzija i omogućava da se iz svakog od 4 kontejnera smještena na lanseru ispali 4 rakete; manje dimenzije su postignute korištenjem "hit to kill" tehnike presretanja, gdje glava rakete fizički udara u cilj radi njegovog uništavanja - kako raketa ne mora nositi bojevu glavu težine 70-80 kg, bilo je moguće smanjiti masu rakete za dvije trećine, što pridonosi i smanjenju troškova proizvodnje.

## Korisnici
- Bahrein
- Egipat
- Finska
- Grčka
- Nizozemska
- Izrael
- Japan
- Jordan
- Južna Koreja
- Kuvajt
- Njemačka
- Poljska
- Rumunjska
- Saudijska Arabija
- SAD
- Španjolska
- Tajvan
- Ujedinjeni Arapski Emirati
- Ukrajina

## Vanjske poveznice
|  | Zajednički poslužitelj ima još gradiva o temi MIM-104 Patriot |